# Záboj a Ludiše
Záboj a Ludiše je komická opereta o jednom jednání českého skladatele Jindřich Hartla na libreto Josefa Brožovského. Měla premiéru 12. června 1890 v Letním divadle na Královských Vinohradech v podání divadelní společnosti Jana Pištěka.

## Vznik a charakteristika
Skladatel a dirigent Jindřich Hartl se vzápětí po absolvování varhanické školy v Praze (1874) zapojil do divadelního dění, nejprve v ochotnickém Mikulášském divadle, kde působil souběžně se svým zaměstnáním varhaníka, od roku 1877 pak u Pištěkovy divadelní společnosti, v letech 1879 až 1881 u divadelní společnosti Pavla Švandy ze Semčic, v letech 1881 až 1884 opět u Pištěka, v sezóně 1884/85 v německém divadle v Chebu a v letech 1887-1890 potřetí u Pištěka. Vedle zastávání kapelnické pozice v těchto společnostech, díky čemuž dirigoval značné množství oper a operet, také pro tato divadla komponoval scénickou hudbu k činohrám a napsal pro ně komickou operní aktovku Oslavenec (1882). Jeho celovečerní vážná opera Natalie byla dávána v Národním divadle roku 1887 a poté i v městském divadle v Plzni (kde provoz zajišťovala Pištěkova společnost), ale bez úspěchu a Hartl upustil i od kompozice vážné opery Debora. Jeho poslední prací pro divadlo předtím, než odešel do Kikindy v jižních Uhrách, se stala opereta Záboj a Ludiše.
Ačkoli název operety obsahuje jména z bájného světa Rukopisu královédvorského, má její děj (označovaný v tisku za „průsvitný“  a „chudičký“) prostou zápletku ze současnosti a „Záboj“ i „Ludiše“ jsou jména pěveckých spolků (koncem 19. století reálně používaná, pěvecké spolky nazvané „Záboj“ a „Ludiše“ v té době působily například ve Dvoře Králové nad Labem). Premiéru operety zajistila profesionální společnost Jana Pištěka, u níž Hartl působil jako kapelník, a podle zpráv z tisku byla „s plným úspěchem“ několikráte dávána. Pištěk ji ohlašoval na konec sezóny 1891 rovněž pro divadlo v Plzni, ale nakonec ji zde neuvedl. Avšak opereta Záboj a Ludiše byla zjevně psána i s perspektivou amatérského provozování a pěvecké a ochotnické spolky se jí také vzápětí chopily (například již roku 1891 v Hradci Králové a v Táboře).
Záboj a Ludiše patří k typu nenáročných domácích oper a operet oblíbených u soudobých amatérů, podobně jako třeba díla Josefa Piherta, Josefa Illnera, Antonína Javůrka, Josefa Pauknera, Josefa Drahlovského aj. Tisk ji uvítal, neboť to byla „komposice sice […] lehčího genru, ale příjemně melodická a svěží“; „práce lehčího zrna, ač dá se dosti příjemně poslechnouti. Některá čísla jeví zkušeného hudebníka a umělecká snaha je patrna z jednotlivostí i celku.“

## Osoby a první obsazení
- Dr. Záboj Vítězný, lékař, předseda zábavně-literárně-řečnicko-ochotnicko-zpěváckého spolku „Záboj“ – František Šír
- Brkoslav Buchtička, domácí pán a místopředseda téhož spolku – Polák
- Aurelie, jeho sestra a místopředsedkyně zábavně-literárně-řečnicko-ochotnicko-zpěváckého spolku „Ludiše“ – Dvořáková
- Paní Ludiše Radovská, mladá vdova a předsedkyně téhož spolku – Julie ze Steinsbergu
- Mrkosílek, sluha obou těchto, jakož i více jiných místních spolků – Karel Stocký
- Krákora, obecní serbus
- Členové a členkyně obou spolků[10][4]

## Děj operety
(Děje se ve venkovském městě v době vzniku operety; scéna představuje spolkovou místnost „Záboje“ v měšťanské besedě.) 
Členové spolku „Záboj“ provolávají slávu svému předsedovi, dr. Vítěznému (mužský sbor Ať žije náš pan předseda). Vítězný členům připomíná, že se městské spolky dohodly na pořádání velké národní slavnosti; stále však zůstává otázkou, na jaký účel má plynout výtěžek slavnosti. Velkou podporu veřejnosti má myšlenka věnovat ho na zřízení městského parku, podporovaná především dámským spolkem „Ludiše“ a jeho předsedkyní, bohatou vdovou Radovskou (pro niž dr. Vítězný tajně horuje). Vlastenec Vítězný však navrhuje ušlechtilejší cíl: podporu vybudování pomníku Mistra Jana Husa v Praze. Prosadí-li se tento názor v dnešním rozhodování, hodlá pánům zaplatit oslavu. Za těchto okolností jsou členové spolku – vesměs v otázce určení výtěžku lhostejní – ochotni předsedův návrh podpořit. Pak se rychle vytratí, když spolkový sluha Mrkosílek přináší zprávu, že se blíží členky spolku „Ludiše“ – povětšinou manželky pánů ze „Záboje“.
Zůstává místopředseda Buchtička, který je doktorovým konkurentem jak o přízeň vdovy Radovské, tak o místo předsedy „Záboje“ (Buchtičkův kuplet O počkej jen, doktorku můj). Hbitě se však klidí, když vidí přicházet svou ráznou sestru Aurelii, místopředsedkyni „Ludiše“. Vítězný se však Aurelii vemlouvá, protože v ní vidí potenciální spojenkyni. Aurelie by sice byla pro park, ale i ona by ráda vystřídala Radovskou v předsednické funkci a pro oslabení jejího postavení je ochotna prosazovat třebas i Husův pomník. Toto prosazování Aurelie vyzkouší hned na svém bratrovi. Buchtička se jí sice naoko podvolí, ale hodlá nadále doktorovo úsilí mařit a vlichotit se vdově Radovské (Buchtičkova píseň Já nabídnu jí srdce své). Se sluhou Mrkosílkem pak komentuje mravní poklesky pánů i dam (kuplet Mladý manžel žínku líbá).
Dámy z „Ludiše“ se shromažďují a navzájem vítají (sbor dam Aj to bude živá mela). Jsou všechny ve prospěch parku, kde se dá promenovat a dávat si dostaveníčka; o Husa zájem nemají. Aurelie proto příspěvek na pomník těžko prosazuje, zejména má-li park podporu paní Radovské. Ta ho prosazuje i z pomsty proti Vítěznému, jenž ji nezahrnuje pozorností, jakou by si přála. Pánové ze „Záboje“ se vracejí posilnění; Vítězný se naposledy snaží přesvědčit Radovskou a nakonec vyzývá k veřejné volbě, která se však zvrhne ve zmatek (recitativ Přistupme k volbě, přátelé). Hlasování se tedy koná pomocí hlasovacích lístků. I díky nátlaku, který dámy na své pány činí, vyhraje na celé čáře park. Poražený Vítězný skládá svou funkci a „Záboj“ aklamací zvolí Buchtičku novým předsedou. Spokojení pánové a dámy jdou výsledek oslavit (smíšený sbor Aj, to byla živá mela).
Radovská však nedosáhla všeho – doktor Vítězný ji stále ignoruje. Ale Mrkosílek jí – za podstatný úplatek – slibuje dokázat, že ji Vítězný ve skutečnosti miluje, jen se jí ostýchá lásku projevit, aby nebyl považován za uchazeče o její jmění. Sluha vdovu schová za portiéru. Doktor je mezitím zarmoucen rozkolem s Radovskou a zpívá o své lásce k ní (árie Toť snah mých výsledek… Jak rád bych ji odprosil). Mrkosílek mu pak namlouvá, že paní Radovská ve skutečnosti není bohatá, nýbrž velmi zadlužena, a že se domnívá, že si jí Vítězný nevšímá pro její nemajetnost. To doktora přiměje k rozhodnutí konečně vyznat Radovské lásku – k čemuž má ihned příležitost, když Radovská vystoupí z úkrytu a přiznává, že opětuje jeho city (milostný duet Ó slyš, ó slyš ty duše má).
Navrátivším se spolkům Vítězný ohlašuje, že i Radovská se vzdává předsednictví „Ludiše“; její místo přebírá Aurelie. V té chvíli městský sluha Krákora přináší přípis z radnice (recitativ Ze slavného cé a ká). Národní slavnost byla zakázána, aby nezavdala příčinu k nacionálním výtržnostem. Zklamaným členům Radovská ohlašuje, že bude slavit sňatek s dr. Vítězným a jako svatební dárek daruje po tisíci zlatých na městský park i na Husův pomník. Buchtička je sice zklamán, ale snoubenci jsou blaženi a členstvo jim blahopřeje a těší se na svatební hody (kvartet Nám štěstí kyne jen a finále-valčík Jen vesele ku příštím dnům).